# Alberto Del Monte
Alberto del Monte (Napoli, 1º gennaio 1924 – Milano, 1º dicembre 1975) è stato un filologo e ispanista italiano.

## Biografia
Allievo di Salvatore Battaglia, si laureò in Filologia romanza nell'Università degli Studi di Napoli nel 1946, discutendo una tesi su Dante Alighieri (poi uscita come libro, La poesia popolare nel tempo e nella coscienza di Dante, 1949). Nella sua città fu assiduo frequentatore dell'Istituto Italiano per gli Studi Storici di Benedetto Croce. Ventiseienne, conseguì la libera docenza e dopo un breve periodo d'insegnamento presso l'Istituto Universitario Orientale, vinse la cattedra (a soli ventinove anni) e passò a insegnare a Cagliari, dove per qualche tempo fu anche preside di facoltà. Nel 1962 fu chiamato a Milano come titolare di Lingua e letteratura spagnola e nel 1970 succedette ad Antonio Viscardi sulla cattedra di Filologia romanza, che poté tenere per un solo quinquennio, perché morì all'inizio del suo sesto corso, quando aveva appena iniziato a impartire lezioni sulla leggenda di Tristano e Isotta. Nel periodo in cui insegnò Lingua e letteratura spagnola fu pure incaricato di Lingua e letteratura latina medievale. Era sposato con la signora Maria Boffa, deceduta nel 2013. Furono suoi collaboratori studiosi del calibro di Paolo Cherchi (romanista e italianista), Maria Luisa Altieri Biagi (storica della lingua italiana) e Giovanni Orlandi (mediolatinista); tra i suoi allievi c'è Alfonso D'Agostino, che dal 1986 occupa la cattedra del maestro, quella di Filologia romanza nell'Università degli Studi di Milano.
Del Monte esordì con una serie di saggi articolati sull'ampio raggio della romanistica, specialmente italiano, provenzale e francese antico, anche se negli anni successivi approfondì l'interesse per la letteratura spagnola, con saggi fondamentali come l’Itinerario del romanzo picaresco (del 1957), frutto dell'adesione a uno “storicismo integrale” di matrice gramsciano-marxista, cui lo studioso era pervenuto abbandonando l'originaria matrice idealista e crociana.
Del Monte fu filologo completo e rifinito: autore di edizioni critiche come quelle delle liriche di uno dei trovatori più complessi, Peire d'Alvernhe (1955) o di volgarizzamenti come quelli dei Conti d'antichi cavalieri (1972) o dei Conti morali senesi (1966); storico della cultura letteraria con lo schizzo sulle Origini della letteratura italiana (1958) o la Storia della letteratura provenzale moderna (1958); teorico della critica testuale, con gli Elementi di ecdotica (1975); raffinato lettore di testi, da Guglielmo IX d'Aquitania, Arnaut Daniel, Bernart Marti, Guittone d'Arezzo, a Salvatore di Giacomo e Federico García Lorca; antologista del Duecento italiano (1965); divulgatore e autore di testi didattici, come la Piccola guida dantesca (1957) o il manualetto Retorica Stilistica Versificazione (1955); traduttore efficacissimo (basti pensare al Lazarillo de Tormes e al Buscón di Quevedo) e altro ancora. Fuori del campo degli studi romanzi, fu autore della prima Breve storia del romanzo poliziesco (1962) scritta in italiano. Alcune delle sue opere furono tradotte in spagnolo.

## Opere principali
- La poesia popolare nel tempo e nella coscienza di Dante, Bari, Laterza, 1949
- Tristano, Napoli, Libreria Scientifica Editrice, 1952
- Studi sulla poesia ermetica medievale, Napoli, Giannini, 1953
- Peire d'Alvernha, Liriche. Testo, traduzione e note, Torino, Loescher-Chiantore, 1955
- Retorica, stilistica, versificazione: introduzione allo studio della letteratura, Torino, Loescher, 1955
- Itinerario del romanzo picaresco spagnolo, Firenze, Sansoni, 1957 (in versione spagnola, aggiornata e corretta: Itinerario de la novela picaresca española, Barcelona, Lumen, 1971)
- Piccola guida dantesca, Torino, Loescher, 1957
- Civiltà e poesia romanze, Bari, Adriatica, 1958
- Le Origini, Palermo, Palumbo, 1958
- Storia della letteratura provenzale moderna, Milano, Nuova Accademia, 1958
- Dante, Opere minori, Milano, Rizzoli, 1960
- Breve storia del romanzo poliziesco, Bari, Laterza, 1962
- Narratori picareschi spagnoli del Cinque e Seicento, Milano, Vallardi, 1965
- Il Duecento, in Antologia della Letteratura Italiana diretta da Maurizio Vitale, I, Milano, Rizzoli, 1965, pp. 1–438
- La sera nello specchio, Milano-Varese, Istituto Editoriale Cisalpino, 1971
- Conti di antichi cavalieri, Milano, Cisalpino-Goliardica, 1972
- Elementi di ecdotica, Milano, Cisalpino-Goliardica, 1975